# Thierry Brac de la Perrière
Thierry Marie Jacques Brac de la Perrière (ur. 17 czerwca 1959 w Lyonie) – francuski duchowny katolicki, biskup Nevers w latach 2011–2023, biskup pomocniczy Lyonu od 2023.

## Życiorys
Święcenia kapłańskie otrzymał 19 czerwca 1988 z rąk kardynała Alberta Decourtraya. Inkardynowany do archidiecezji lyońskiej, pracował przede wszystkim w parafiach Lyonu, zaś w 2002 objął urząd wikariusza generalnego archidiecezji.

### Episkopat
15 kwietnia 2003 papież Jan Paweł II mianował go biskupem pomocniczym archidiecezji lyońskiej, ze stolicą tytularną Zallata. Sakry biskupiej udzielił mu 25 maja 2003 ówczesny arcybiskup Lyonu – Philippe Barbarin.
27 sierpnia 2011 został biskupem ordynariuszem diecezji Nevers.
26 czerwca 2023 papież Franciszek przyjął jego rezygnację z pełnionej funkcji i jednocześnie mianował go biskupem pomocniczym archidiecezji lyońskiej ze stolicą tytularną Senez.